# Helichus inexpectatus
Helichus inexpectatus is een keversoort uit de familie ruighaarkevers (Dryopidae). De wetenschappelijke naam van de soort werd in 1938 gepubliceerd door Joseph Delève.